# Łagisza (gmina)
Łagisza – dawna gmina wiejska, istniejąca w latach 1915–1954 w Kieleckiem i Katowickiem. Siedzibą władz gminy była Łagisza (obecnie dzielnica Będzina).

## I wojna światowa
Gmina Łagisza została utworzona w 1915 roku w powiecie będzińskim przez niemieckie władze okupacyjne po serii modyfikacji. 2 sierpnia 1915 okupant zniósł gminę Gzichów:
- w miejscowości Grodziec utworzono samodzielną gminę Grodziec, dołączając do niej miejscowości Grudków i Łagisza z gminy Bobrowniki,
- miejscowości Preczów i Sarnów włączono do gminy Wojkowice Kościelne.

Według spisu gmin powiatu z 17 września 1915, uwzględniającego zmiany wprowadzone od 2 sierpnia 1915, pojawia się po raz pierwszy gmina Łagisza, obejmując:
- miejscowości Grudków i Łagisza, włączone 2 sierpnia 1915 do nowej Grodziec, a wcześniej należące do gminy Bobrowniki,
- miejscowość Psary (z Dębnikami[5]), należąca cały czas do gminy Bobrowniki,
- miejscowości Preczów i Sarnów, włączone 2 sierpnia 1915 do gminy Wojkowice Kościelne, a wcześniej należące do gminy Gzichów.

W 1916 roku gmina Łagisza liczyła 8133 mieszkańców i posiadała 4 szkoły.

## Polska
Po odzyskaniu przez Polskę niepodległości, władze polskie zachowały gminę Łagisza. W okresie międzywojennym należała ona do powiatu będzińskiego w woj. kieleckim.
Po wojnie gmina przez bardzo krótki czas zachowała przynależność administracyjną, lecz już 18 sierpnia 1945 roku została wraz z całym powiatem będzińskim przyłączona do woj. śląskiego (od 6 lipca 1950 roku pod nazwą woj. katowickie, a od 9 marca 1953 jako woj. stalinogrodzkie).
1 stycznia 1950 roku do gminy Łagisza przyłączono część obszaru zniesionej gminy Wojkowice Kościelne (gromady Brzękowice, Dąbie, Goląsza i Malinowice).
Zarówno według stanu z 1 stycznia 1946 roku jak i stanu z 1 lipca 1952 roku gmina Łagisza składała się z 9 gromad: Brzękowice, Dąbie, Goląsza, Grodków, Łagisza, Malinowice, Preczów, Psary i Sarnów.
Jednostka została zniesiona 29 września 1954 roku wraz z reformą wprowadzającą gromady w miejsce gmin (gminę Łagisza podzielono na gromady: Dąbie, Łagisza, Psary i Sarnów). W 1969 roku gromada Łagisza otrzymała prawa miejskie, a 1 stycznia 1973 została włączona do Będzina.